# Nasarij Buryk
Nasarij Wolodymyrowytsch Buryk (ukrainisch Назарій Володимирович Бурик, engl. Transkription Nazariy Buryk; * 31. Juli 1988 in Ternopil, Ukrainische SSR, Sowjetunion) ist ein ehemaliger ukrainischer Biathlet.
Nasarij Buryk nahm erstmals im Rahmen der Juniorenrennen der Biathlon-Europameisterschaften 2009 in Ufa an einem Biathlon-Großereignis teil. Im Einzel erreichte er Platz 18, im Staffelrennen gewann er mit der Staffel der Ukraine die Silbermedaille hinter der Vertretung Russlands. Bei den Sommerbiathlon-Weltmeisterschaften 2009 in Oberhof startete Buryk erneut bei den Wettkämpfen der Junioren und gewann hinter Lukáš Kristejn aus Tschechien die Silbermedaille im Crosslauf-Sprint. Im Verfolgungsrennen fiel er auf Rang 12 zurück. Bei den Sommerbiathlon-Europameisterschaften 2010 in Osrblie trat der Ukrainer ebenfalls an und wurde in Sprint und Verfolgung jeweils 13. Mit Switlana Krikontschuk, Tetjana Tratschuk und Andrij Bohaj gewann Buryk im Mixed-Staffelrennen hinter Russland die Silbermedaille.